# Трусов, Иван Ильич
Иван Ильич Трусов (1 апреля 1909 года, д. Мяглы, Псковская губерния, Российская империя — 8 февраля 1996 года, Ростов-на-Дону,  Россия) — советский военачальник, генерал-майор (1944).

## Биография
Родился в 1909 году в деревне Мяглы, ныне в Горайской волости Островского района Псковской области. Русский.

### Военная служба

#### Межвоенное время
В октябре 1928 года добровольно поступил во 2-ю Ленинградскую артиллерийскую школу. По ее окончании в феврале 1932 года он был назначен в 110-й артиллерийский полк им. К. Е. Ворошилова, где проходил службу командиром взвода линейной батареи и полковой школы. В декабре того же года переведен командиром взвода во 2-ю Ленинградскую артиллерийскую школу. Член ВКП(б) с 1932 года. В декабре 1933 года зачислен слушателем в Военно-инженерную академию РККА (учился на подготовительном, затем 1-м и 2-м курсах). В феврале 1937 года переведен слушателем на военный факультет Московского государственного педагогического института иностранных языков. В ноябре того же года со всем факультетом переведен в Военную академию РККА им. М. В. Фрунзе (на 2-й курс). В мае 1939 года окончил ее и был зачислен в распоряжение Разведывательного управления РККА, где проработал до осени. В сентябре 1939 года капитан  был назначен начальником разведывательного отделения (2-й части) штаба 138-й стрелковой дивизии. В этой должности принимал участие в Советско-финляндской войне, за что был награжден орденом Красной Звезды. По окончании боевых действий в марте 1940 года назначен на ту же должность во вновь сформированную 8-ю отдельную стрелковую бригаду ЛВО. Бригада дислоцировалась на полуострове Ханко, несла службу по охране границ СССР с Финляндией.

#### Великая Отечественная война
С началом войны в той же должности на Северном (с августа 1941 г. — Ленинградском) фронте. До декабря 1941 года бригада участвовала в обороне полуострова Ханко, затем была эвакуирована морским транспортом в Ленинград и находилась в подчинении командующего войсками фронта. Приказом по войскам Ленинградского фронта от 23 января 1942 года майор  Трусов был назначен начальником штаба этой 8-й отдельной стрелковой бригады. В марте того же года на ее базе была сформирована 136-я стрелковая дивизия, а подполковник  Трусов утвержден ее начальником штаба. В составе 23-й, затем 55-й армий Ленинградского фронта дивизия участвовала в Синявинской наступательной операции 1942 г., вела бои по захвату и расширению плацдарма на восточном берегу реки Тосно. В январе 1943 года в составе 67-й армии части дивизии участвовали в операции по прорыву блокады Ленинграда (операция «Искра»). В течение 6 дней, с 12 по 18 января, они, действуя на направлении главного удара армии, с тяжелыми боями буквально «прогрызали» оборону врага и 18 января в 11.45 соединились с частями 18-й стрелковой дивизии 2-й ударной армии Волховского фронта в районе Рабочего поселка № 5, завершив тем самым прорыв блокады Ленинграда. За мужество и героизм личного состава дивизии, проявленный в этих боях, дивизия была преобразована в 63-ю гвардейскую, а подполковник Трусов награжден орденом Суворова 2-й степени. 
В апреле 1943 года Трусов был назначен начальником штаба 30-го гвардейского стрелкового корпуса, который вел боевые действия в составе этой же армии на мгинском и синявинском направлениях. В январе 1944 года корпус в составе 42-й армии этого же фронта участвовал в Красносельско-Ропшинской наступательной операции, затем в составе 2-й ударной армии вел наступательные бои по освобождению города Нарва. Приказом по войскам Ленинградского фронта от 19 февраля 1944 года начальник штаба корпуса полковник Трусов за эти бои был награжден орденом Красного Знамени. В июне 1944 года части корпуса в составе 21-й армии участвовали в Выборгской наступательной операции, затем в сентябре — в составе вновь 2-й ударной армии успешно действовали в Таллинской наступательной операции. За эти операции полковник  Трусов был награжден двумя орденами Красного Знамени. 
С декабря 1944 года генерал-майор  Трусов был допущен к и. д. командира 45-й гвардейской стрелковой Красносельской ордена Ленина Краснознаменной дивизии, входившей в состав этого же 30-го гвардейского стрелкового корпуса 8-й армии Ленинградского, с февраля 1945 г. — 6-й гвардейской армии 2-го Прибалтийского, с апреля — Курляндской группы войск Ленинградского фронтов (утвержден в должности приказом НКО СССР от 15.1.1945). Ее части вели бои с курляндской группировкой противника. Приказом по войскам Ленинградского фронта от 6 июня 1945 года Трусов был награжден орденом Александра Невского.

#### Послевоенная карьера
После войны генерал-майор  Трусов продолжал командовать 45-й гвардейской стрелковой Красносельской ордена Ленина Краснознаменной дивизией в ЛВО. С февраля 1946 года по март 1948 года находился на учебе в Высшей военной академии им. К. Е. Ворошилова, по окончании назначен заместителем начальника Оперативного управления штаба главнокомандующего войсками Дальнего Востока. С 5 июля 1952 года и. д. начальника штаба, он же заместитель командира 12-го горнострелкового корпуса СКВО (с 31 мая 1954 г. — 12-й стрелковый). С мая 1955 года был начальником ПВО округа (с 24 октября 1958 г. — начальник войск ПВО и пом. командующего войсками округа по ПВО). С августа 1960 года по апрель 1961 года состоял в распоряжении главкома Сухопутных войск, затем был назначен помощник командующего войсками СКВО по гражданской обороне, он же начальник отдела гражданской обороны (с февраля 1965 г. — пом. командующего войсками округа по гражданской обороне, он же начальник отдела боевой и мобилизационной подготовки частей гражданской обороны округа). 24 октября 1966 года уволен в запас.  
Указом Президента Российской Федерации № 443 от 4 мая 1995 года генерал-майор в отставке  Трусов был награжден орденом Жукова. 
Умер в Ростове-на-Дону в 1996 году. Похоронен на Северном кладбище (Ростов-на-Дону).

## Награды
РФ
- орден Жукова (04.05.1995)[8]
- медали

СССР
- орден Ленина (30.04.1954)[9]
- четыре  ордена Красного Знамени (17.02.1944,  21.06.1944, 01.10.1944, 20.06.1949[9])
- орден Суворова II степени (08.02.1943)
- орден Александра Невского  (06.06.1945)
- орден Отечественной войны I степени (06.04.1985)
- два ордена Красной Звезды (21.3.1940, 03.11.1944[9])
- медали в том числе:
  - «За оборону Ленинграда» (1945)
  - «За Победу над Германией в Великой Отечественной войне 1941—1945 гг.» (1945)
  - «Ветеран Вооружённых Сил СССР» (1976)
- знак «50 лет пребывания в КПСС»